# IC 4789
IC 4789 — галактика типу Sc (компактна спіральна галактика) у сузір'ї Павич.
Цей об'єкт міститься в оригінальній редакції індексного каталогу.